# Galerie Felixe Jeneweina města Kutné Hory
Galerie Felixe Jeneweina města Kutné Hory je od roku 1993 městskou galerií a muzeem výtvarného umění. Vedle správy uměleckých sbírek se systematicky věnuje výstavní činnosti. Galerie spravuje pozůstalost malíře Felixe Jeneweina, sbírku obrazů města Kutná Hora a postupně buduje sbírku současného umění. Sídlo galerie bylo nejprve ve Vlašském dvoře, od roku 2017 je ředitelství i výstavní prostory galerie v Sankturinovském domě, Palackého náměstí 377. Galerie je příspěvkovou organizací města Kutná Hora.

## Historie
V Kutné Hoře vznikl první pokus o založení „lidové galerie“ v Rytířském sále Vlašského dvora z popudu kutnohorských učitelů v roce 1910. Dalším impulzem pro zřízení městské galerie byl dar vdovy Marie Jeneweinové, která roku 1941 věnovala městu rozsáhlou pozůstalost Felixe Jeneweina obsahující rané kresby a studie, včetně některých děl z vrcholného období autorovy tvorby. O založení galerie usilovali i místní rodáci jako malíř Josef Jan Šedivý (1887-1956), který věnoval do sbírek několik obrazů.
Tzv. Jeneweinova galerie byla zřízena jako stálá expozice malířova díla roku 1950. Byla zřízena Městským národním výborem v Kutné Hoře pod záštitou Národní galerie v Praze za účasti a podpory Ministerstva školství, věd a umění, KNV Praha, ONV Kutná Hora, Spolku rodáků a přátel Kutné Hory v Praze a Archeologického sboru Vocel. Galerie měla kromě postranních arkád a depozitáře sedm výstavních sálů v 1. patře bývalého školského křídla Vlašského dvora: I. Staré umění, II.- III. Jeneweinovo dílo, IV. Jeneweinova pamětní síň, V. Kutnohorské motivy, VI. Současná grafika, VII. Současné umění.
Sbírkový fond spravovalo do roku 1962 Městské muzeum a po jeho zrušení od roku 1962 MěNV Kutná Hora. V letech 1980-1985 bylo prozatímním správcem fondu pozůstalosti Felixe Jeneweina a fondu městské galerie Okresní muzeum v Kutné Hoře a poté opět MěNV v Kutné Hoře. Oficiální statut získala Galerie Felixe Jeneweina v roce 1993 usnesením městského zastupitelstva. Plán výstav pořádaných v letech 1989-1995 byl sestavován vždy na jeden rok oddělením školství a kultury MÚ Kutná Hora ve spolupráci s kulturní komisí MÚ.
Nová koncepce fungování galerie vznikla v souvislosti se zapsáním Kutné Hory na Seznam světového dědictví UNESCO v roce 1995. Na základě výběrového řízení byl jmenován ředitelem Aleš Rezler a galerie začala s budováním sbírek malby, grafiky a kresby. Od roku 2000 do roku 2017 uspořádala galerie sedmnáct ročníků Sympozií současného výtvarného umění – Jenewein – Kutná Hora a připravuje monografické výstavy výtvarníků střední až nejmladší generace.

## Sbírky
V roce 2009 čítal fond galerie přes 800 položek, formálně ve správě občansko-správního odboru MÚ Kutná Hora. Dvacet let systematické sbírkotvorné činnosti znamenalo rozšíření fondů GFJ o 260 nových uměleckých děl z darů, sympozií a výstav z let 1995-2018.

Nejvýznamnější částí uměleckých sbírek města a z uměleckohistorického pohledu nejcennější je soubor Jeneweinových děl. Patří k němu studie k Dopoledni Velkého pátku (1894), část cyklu Jidáš Iškariotský (1897), a část cyklů Mor (1898), Bílá Hora (1902), Rodina zlodějů (1903), studie ke Stěhování Židů (1904) nebo kresby pro nástěnné malby v kostele U sv.rodiny ve Vídni-Ottakringu. Soubor byl doplněn nákupem z aukce (1950), převodem 14 kreseb z Národní galerie v Praze (1962) a z VŠUP (1963) a až do roku 1995 se nerozšiřoval.
Sbírka kresby byla doplňována vlastními akvizicemi o díla se vztahem ke Kutné Hoře nebo k dílu Felixe Jeneweina (Rudolf Adámek, Jaroslav Alt st., Marie Birchler-Suchánková, Josef Krčil, Karel L. Klusáček, Oldřich Koníček, Bohuslav Reynek, Josef Jan Šedivý). Druhou část sbírky kresby tvoří díla autorů, kterým galerie od roku 1994 uspořádala autorské výstavy (Daniel Balabán, Jiří Černický, Jonáš Czesaný, Stanislav Diviš, Roman Franta, Igor Korpaczewski, Karel Kunc, Petr Lysáček, Martin Mainer, Jiří Petrbok, Otto Placht, Jiří Surůvka, Pavel Šich, Pavel Šmíd, Jakub Špaňhel, Roman Trabura, aj.).
Sbírka grafiky je doplňována o díla regionálních výtvarníků a díla současného umění vznikající jako reflexe tvorby Felixe Jeneweina během pravidelných Sympozií současného výtvarného umění. Ze souborné výstavy Bohuslava Reynka, kterou galerie uspořádala roku 2000, se podařilo získat konvolut 13 grafických listů z let 1937-1967, většinou s religiózní tematikou (např. Pieta s rybami, 1966).